# Earl of Thanet
Earl of the Isle of Thanet, in the County of Kent, (meist verkürzt zu Earl of Thanet) war ein erblicher britischer Adelstitel in der Peerage of England, der nach der Isle of Thanet benannt war.

## Verleihung, nachgeordnete und weitere Titel
Der Titel wurde am 5. August 1628 für den ehemaligen Unterhausabgeordneten Nicholas Tufton, 1. Baron Tufton geschaffen. Er hatte bereits beim Tod seines Vaters Sir John Tufton, 1. Baronet, am 2. April 1624 den Titel Baronet, of Hothfield in the County of Kent, geerbt, der diesem am 29. Juni 1611 in the Baronetage of England verliehen worden war, und war am 1. November 1626 in der Peerage of England zum Baron Tufton, of Tufton in the County of Sussex, erhoben worden.
Der 3. Earl erbte 1676 beim Tod seiner Mutter deren Co-Anspruch auf den seit 1675 zwischen dieser und deren Nichte in Abeyance befindlichen, am 14. Oktober 1678 auch den 1299 in der Peerage of England geschaffenen Titel Baron de Clifford. Beim kinderlosen Tod letzterer Nichte am 14. Oktober 1678 wurde die Abeyance für ihn als 15. Baron de Clifford beendet. Beim Tod seines jüngeren Bruders, des 6. Earls, am 30. Juli 1729 fiel die Baronie de Clifford erneut in Abeyance zwischen dessen fünf Töchtern. Die Earlswürde und die übrigen Titel fielen an dessen Neffen als 7. Earl.
Die Titel erloschen schließlich beim Tod von dessen Enkel, dem 11. Earl, am 12. Juni 1849.

## Liste der Earls of Thanet (1628)
- Nicholas Tufton, 1. Earl of Thanet (1578–1631)
- John Tufton, 2. Earl of Thanet (1608–1664)
- Nicholas Tufton, 3. Earl of Thanet (1631–1679)
- John Tufton, 4. Earl of Thanet (1638–1680)
- Richard Tufton, 5. Earl of Thanet (1640–1684)
- Thomas Tufton, 6. Earl of Thanet (1644–1729)
- Sackville Tufton, 7. Earl of Thanet (1688–1753)
- Sackville Tufton, 8. Earl of Thanet (1733–1786)
- Sackville Tufton, 9. Earl of Thanet (1767–1825)
- Charles Tufton, 10. Earl of Thanet (1770–1832)
- Henry Tufton, 11. Earl of Thanet (1775–1849)